# Sant Cebrià dels Alls

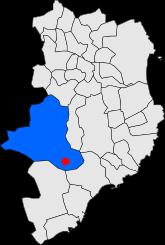
Ubicació exacta de la parròquia, a 400 metres d'alçada

Sant Cebrià dels Alls, també anomenat Camós, és un poble (una parròquia) que forma part de l'antic municipi de Cruïlles, esdevingut per fusió a mitjans del Segle XX l'actual municipi de Cruïlles, Monells i Sant Sadurní de l'Heura. Situat a 400 metres d'altitud, és un dels molts poblets del massís de les Gavarres que a partir de mitjans del segle XX ha sofert un total despoblament. Al nord del petit nucli hi trobem el Puig del Migdia (443 m) i a l'oest el Puig d'Arques (532 m), el Puig d'Aiguabona i el Puig de la Gavarra. El poble i parròquia és de masies disperses per les Gavarres, a la rodalia del Puig d'Arques, el punt més elevat de la serra. Avui és pràcticament deshabitada. Vora l'església hi ha l'edifici dit "el castell" (Castell de Camós) i la rectoria datada el 1680 a la llinda d'una finestra.

## Història
"Sancti Cipriani de Aliol" s'esmenta en un document del 1064. La comtessa Ermessenda, l'any 1094, llegà al monestir de Sant Feliu de Guíxols béns situats en aquesta parròquia de "Santi Cipriani de Aliis". El 1359 consta que Sant Cebrià dels Alls tenia 28 focs i pertanyia a Gilabert de Cruïlles, poc temps més tard, anys 1365-70, figura sota el mateix domini i amb 38 focs. A l'inventari de possessions i béns dels Cruïlles-Peratallada fet aixecar l'any 1395 per Elvira de Puigpardines, viuda de Gilabert de Cruïlles hi consta la parròquia de Sant Cebrià dels alls. L'any 1632 el lloc de Sant Cebrià dels alls formava part de la batllia reial de Cruïlles.
En abandonar-se el culte a l'església es traslladaren alguns objectes i peces que contenia a l'església de Sant Martí de Romanyà, terme de Santa Cristina d'Aro, on es guarden des de fa alguns anys: els batents de fusta de la porta amb elements decoratius de forja, una campana datada el 1590 (actualment al campanar del Monestir cistercenc de Santa Maria de Solius), i un banc amb una llarga i interessant inscripció pintada al dors del respatller.

## Evolució demogràfica

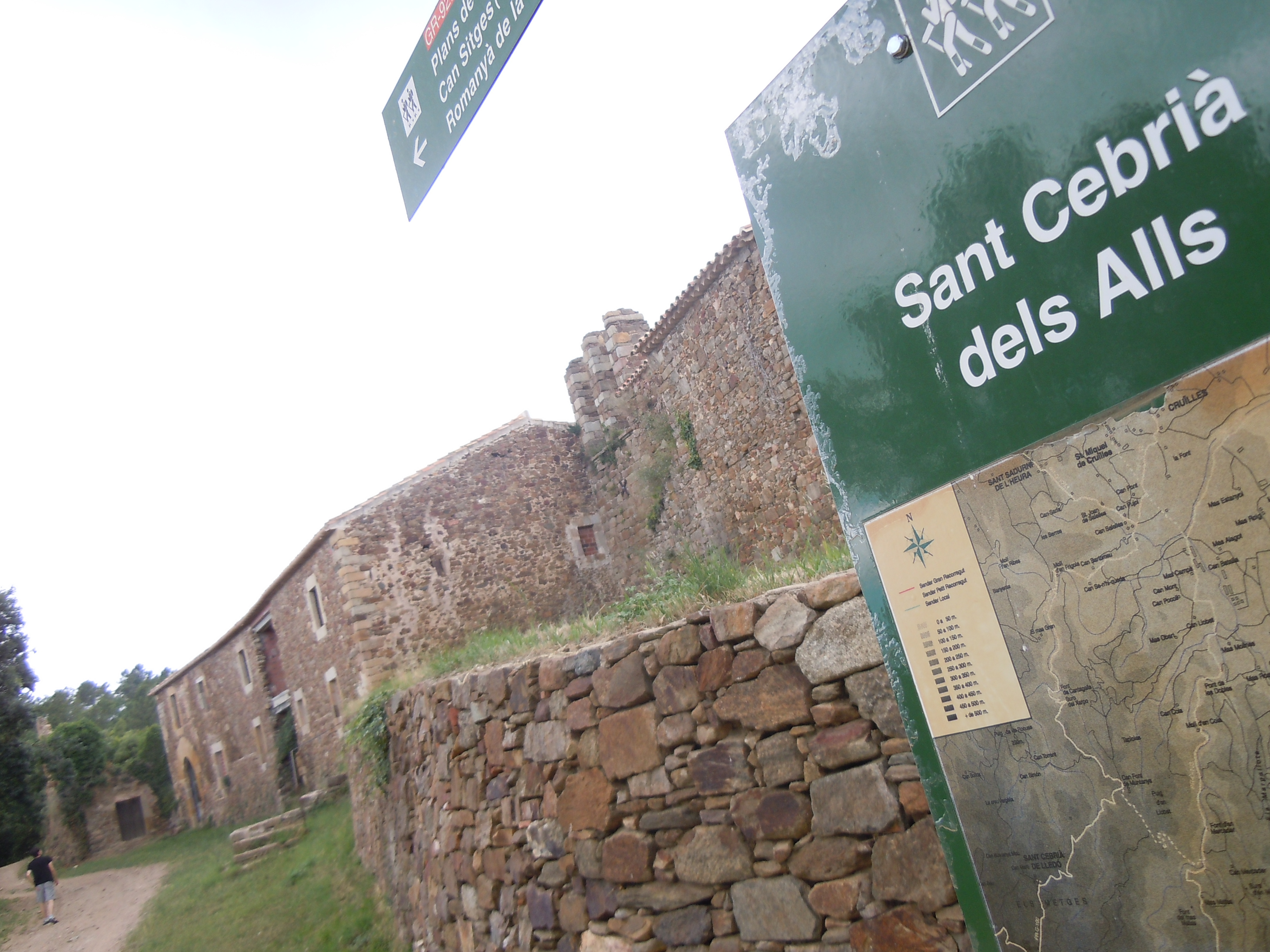
Sant Cebrià dels Alls, a Les Gavarres.

L'evolució poblacional de Sant Cebrià dels Alls ha tingut oscil·lacions fortes al llarg de la seva història. El seu creixement va produir-se gràcies a masos aïllats que van anar construint-se a prop de la parròquia. Un estudi realitzat per Elvis Mallorquí comptabilitzava uns 42 masos disseminats l'any 1300, però que a mitjans del mateix segle amb l'arribada de la Pesta Negra a les Gavarres, el nombre de població va caure brutalment fins a arribar als 10 focs el 1553.
Més endavant al segle xviii, amb l'arribada d'un gran nombre de treballadors als boscos de les Gavarres, la població es va tornar a incrementar. Aquest indret proporcionava la matèria primera per abastir a les principals indústries sureres de Palafrugell, Cassà, Sant Feliu de Guíxols. El massís alhora proporcionava els elements per a l'elaboració de carbó vegetal. Aquests increment de població el va notar la parròquia de Sant Cebrià, que a finals del segle xix hi havia censades 97 persones, sense comptabilitzar les cabanyes on feien nit els carboners i peladors de suro. L'abandonament del bosc de principis del segle XX i la falta d'infraestructures per arribar a un lloc tant desemparat va comportar que als anys cinquanta el poble quedés pràcticament deshabitat.
Aquest poble era encara ens local independent el 1800, però amb la fi del règim senyorial va ser incorporat el terme de Cruïlles el 1846, juntament amb Sant Cebrià de Lledó i Santa Pellaia. El 1974 el municipi de Cruïlles es va fusionar amb els de Monells i Sant Sadurní de l'Heura per conformar l'actual.

## Patrimoni

### Església

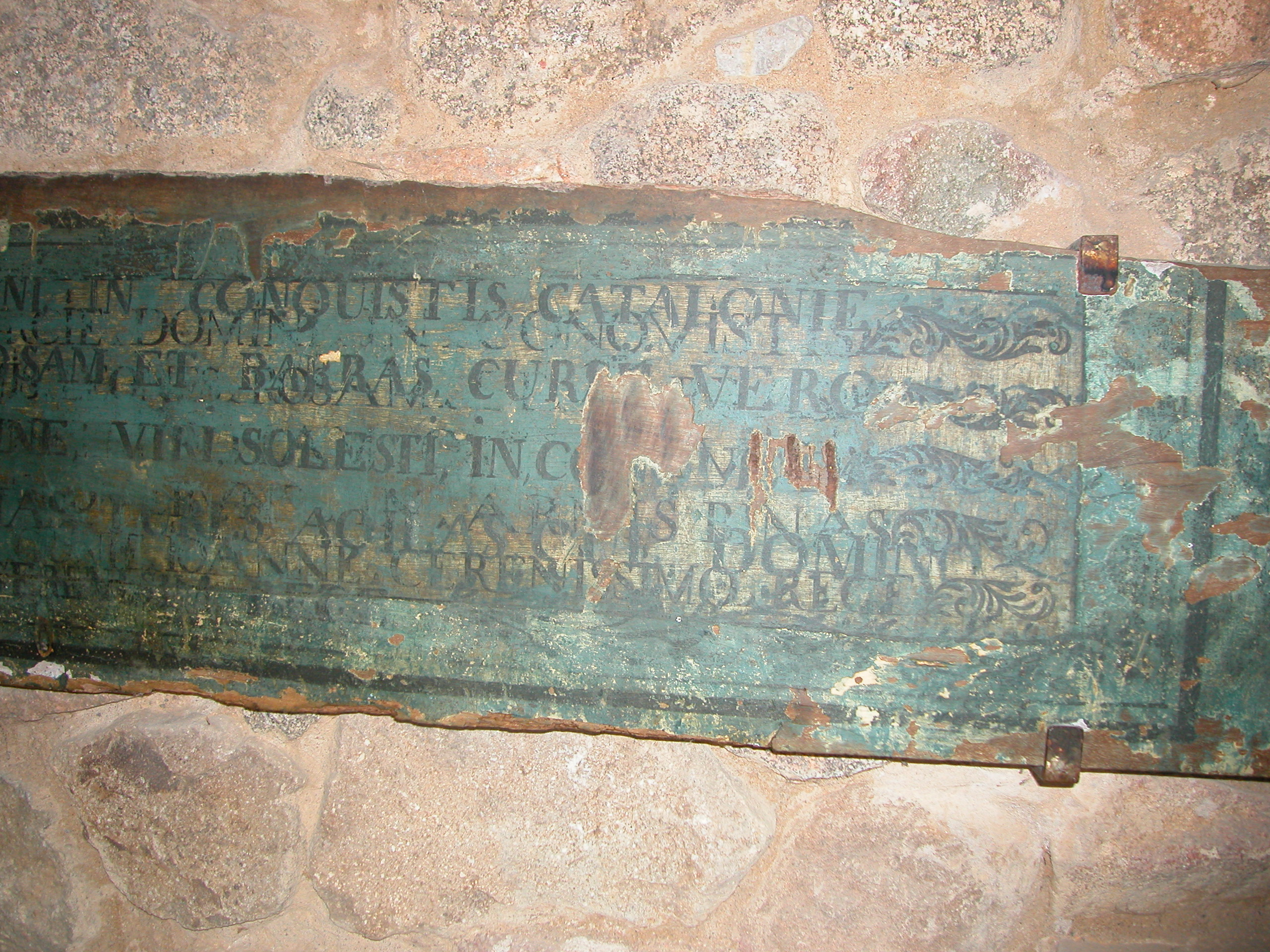
Capçalera del banc dels senyors de Camós i dels Foixà

Tot i que la parròquia està documentada els anys 1062 i 1064, l'edifici, fet d'una sola nau, planta rectangular, capçalera carrada, volta apuntada i sense separació entre la nau i el presbiteri, correspon al final del romànic, als segles xii i xiii. De la façana de migdia destaca la porta, feta de petites dovelles, i el campanar de cadireta. Als segles XVII i XVIII es van afegir dues capelles laterals i la sagristia. Aquesta obra arquitectònica té la característica d'estar adossada a una antiga masia fortificada i aquesta a un altre edifici, la rectoria del poble.
Recentment, l'any 2007, es van realitzar unes excavacions arqueològiques a l'interior del temple, amb les quals es van posar al descobert l'evolució anterior d'aquest temple: a l'interior de les parets i de la capçalera carrada actual, apareixia a la llum l'absis semicircular característic dels temples del segle xi, la qual cosa coincideix amb les primeres notícies escrites de la parròquia de Sant Cebrià dels Alls. El fet més rellevant, però, és que, encaixat dintre de l'absis del segle xi, encara hi havia la capçalera trapezoïdal d'un edifici preromànic, que s'hauria aixecat entre els segles VIII i IX.
Als segles XVII i XVIII es va ampliar l'església afegint-hi dues capelletes laterals i la sagristia. Aquesta remodelació concorda amb l'època que es van posar les dues campanes que com es pot apreciar a la imatge daten del 1609. Actualment les campanes no les trobem posades en el campanar en forma de cadireta de la mateixa església.
Es conserven elements molt antics. La porta de l'església actualment es troba a l'església de Sant Martí de Romanyà com a mesura de seguretat, està feta a partir de petites dovelles. Pel que fa als bancs, en realitat només en queda el capçal del banc, amb unes inscripcions antigues, dedicades a la família dels Foixà i de Camós on es pot llegir “ Els de Foixà i els de Camós, senyors d'aquest castell, varen aconseguir per al seu escut, en la conquesta de Catalunya, els lleons, la rosa i les barres: els cors de Besalú, també de l'odre de Cavalleria, gent activa en la conquesta de Sicília, varen aconseguir per al seu escut dues torres i dues àligues en temps del senyor rei Joan d'Aragó”

### Castell de Camós

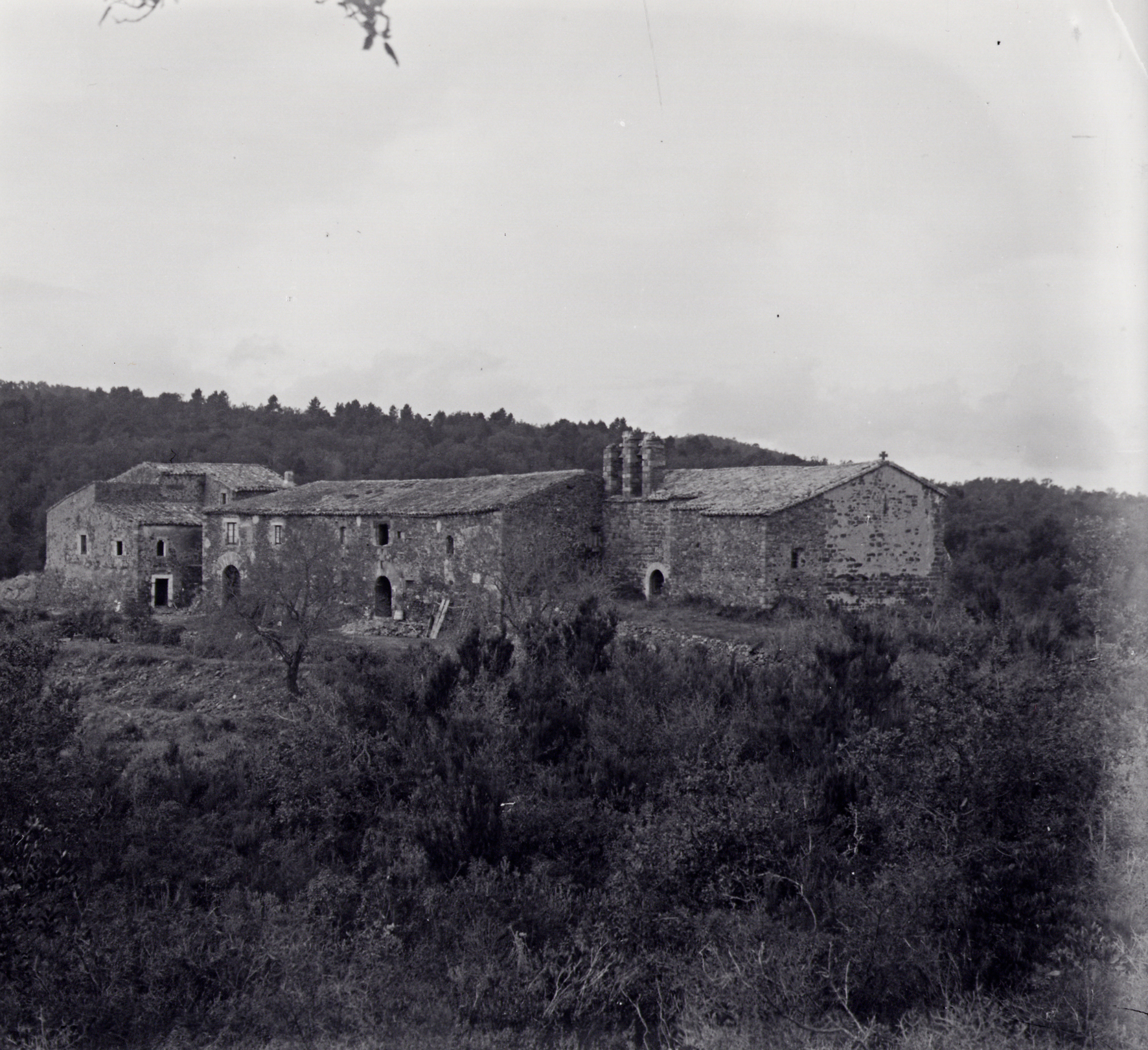
Fotografia de mitjans del segle XX

A inicis del segle xiv la jurisdicció de Sant Cebrià dels Alls va passar a domini del veguer de Girona, tot i tenir molts pretendents com va ser el cas de Bernat de Cruïlles. Tot i així el 1360 Pere III el Cerimoniós la va acabar venent en els senyors de Cruïlles. Al segle xiv a la parròquia de Sant Cebrià continuava existint una família molt apoderada, els Foixà, els antecessors dels Camós, que pertanyerien a la noblesa del segle xvi. Aquests segons tenien residència a la Bisbal d'Empordà, però també eren els propietaris del Castell de Camós. Les característiques d'aquesta fortificació són un indicador dels setges que han sofert els pobles de les Gavarres al llarg de l'edat mitjana.
El castell amb aparença de masia té la planta regular allargada i dos portals adovellats i petites espitlleres als murs de llevant i migdia. La importància dels Camós a Sant Cebrià era notòria, però també la resta de parroquians de Sant Cebrià, reunits en assemblea a l'església, formaven la universitat de la parròquia de Sant Cebrià dels Alls i tenien capacitat per escollir representants i repartir-se els impostos. Això és un altre indicador del nombre elevat focs que tenia Sant Cebrià a la seva època de màxima activitat.
En l'actualitat el Castell ha estat restaurat, ja que amb l'abandonament de mitjans del segle xx va patir un gran nombre d'espoliacions.

### Masos
Els masos que es van comptabilitzar al segle xiv foren Aixolí, Alenyà, Alls, Bassa, Bosc, Brugueres, Cabanes, Carbó, Dalmau de Sescatons, Dou, Eimeric, Ermedans, Església, Esteve, Feliu, Fenollet, Flequer, Genover, Gil, Jover, Laró, Lunell, Lunellet, Malvet, Marquès, Martí, Mateu, Miró, Ollina, Pagès de Sescatons, Ponç de Cabanes, Prohom, Puig, Reig, Riera, Rocalta, Sabater, Sastre, Segollons, Teixidor, Torroella i Vidal. En aquest temps, segurament, és quan Sant Cebrià dels Alls ha estat el més a prop de ser aquell “poble dels Centfocs” que es diu que hi havia prop del puig d'Arques.

### Goigs

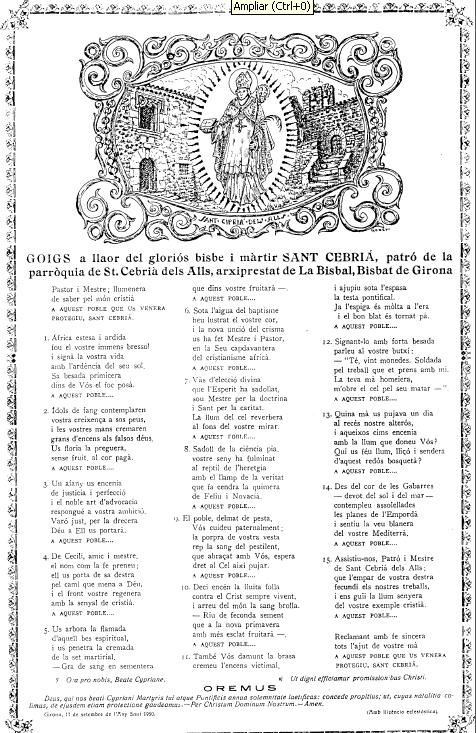
Goig de St Cebrià dels Alls

Els goigs són composicions poètiques, de caràcter popular cantades en actes religiosos, ja que van dirigides a Déu, a la Mare de Déu o als sants. Els goigs d'aquesta parròquia van dedicats a Sant Cebrià, màrtir i bisbe, que és el patró de l'església d'aquest indret. La il·lustració que es pot apreciar al costat del sant, mostra molt bé les escales que anteriorment es podien trobar a l'entrada de la parròquia i que a les últimes dècades van ser espoliades. En els últims anys, cada setembre el Consorci de les Gavarres amb la col·laboració de Lluís Pla, han recuperat l'aplec que antigament se celebrava. Un dels punts culminants de l'acte és la cantada conjunta dels goigs, tal com ho feien a la seva època.

## Galeria d'imatges

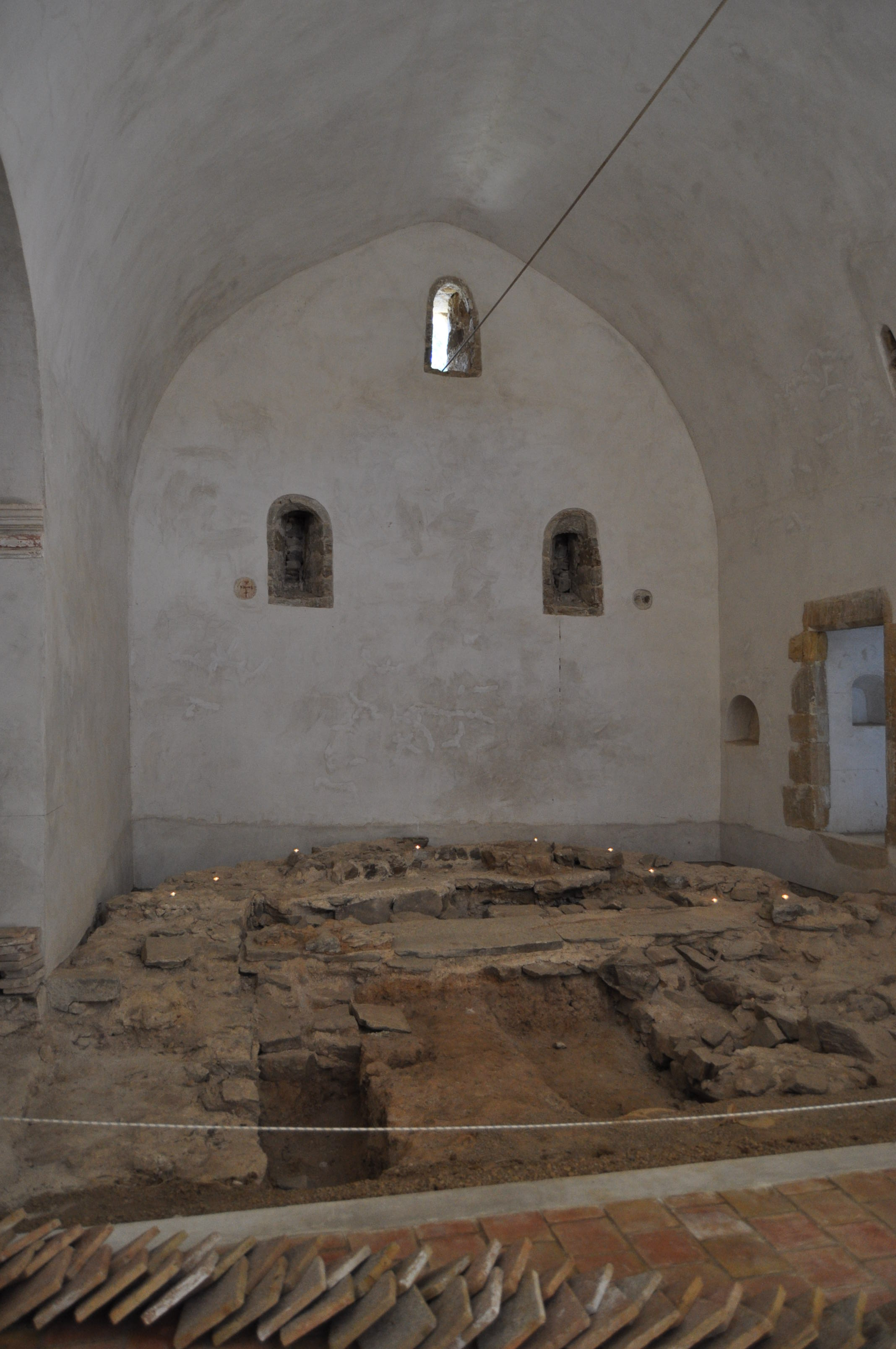
Sant Cebrià dels Alls, durant la restauració del 2015
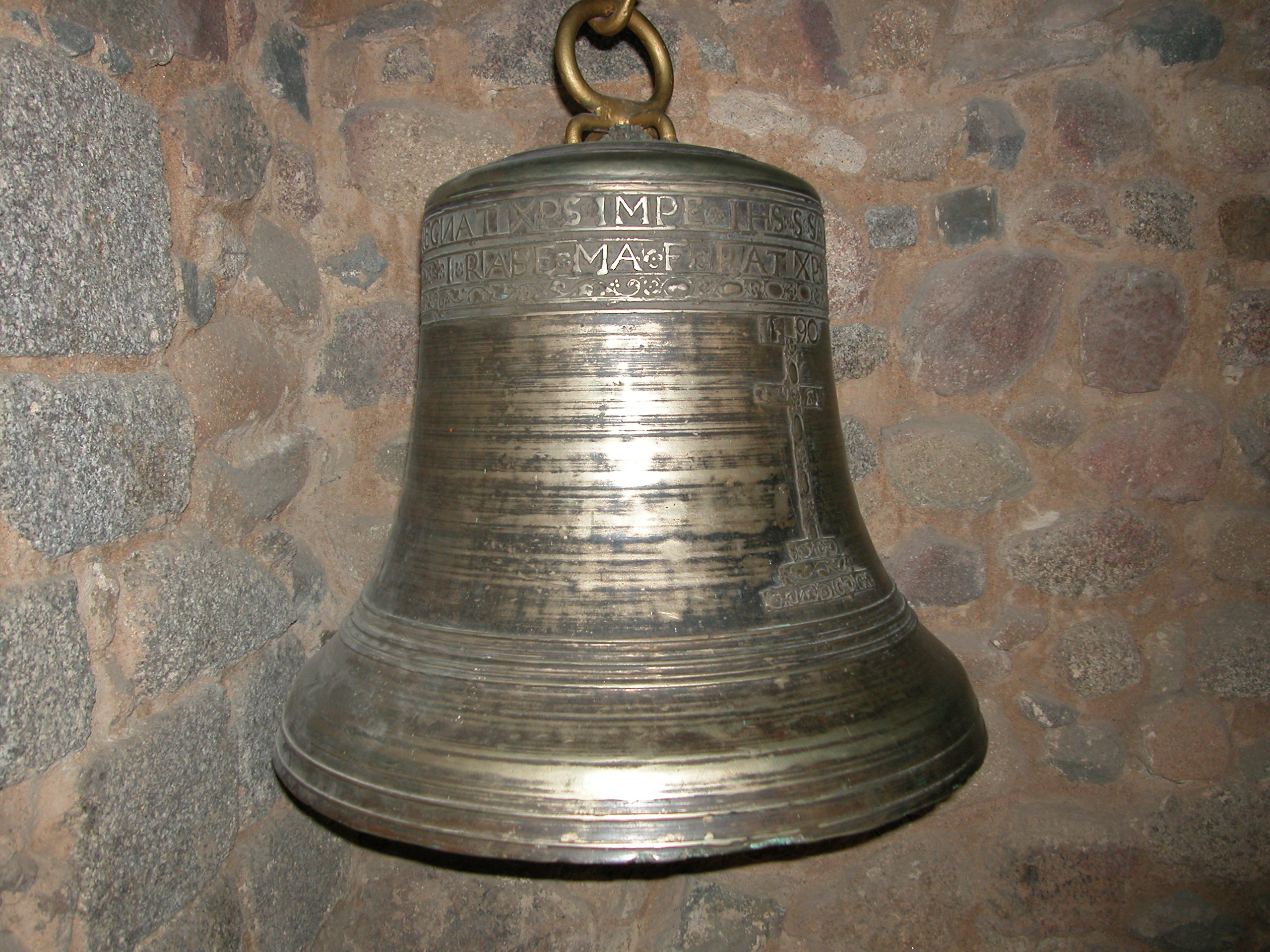
Campana del 1590